# HD 38382
HD 38382 (HR 1980 / HIP 27075 / SAO 170756) es una estrella en la constelación de Lepus —la liebre— de magnitud aparente +6,35. Actualmente se encuentra a 83 años luz del sistema solar, pero hace 635.000 años estuvo a una distancia de sólo 10,7 años luz, siendo en aquella época una de las estrellas más brillantes del cielo nocturno terrestre con una magnitud visual equivalente a la que actualmente tiene Dubhe (α Ursae Majoris).
HD 38382 es una enana amarilla de tipo espectral F8.5V, es decir, una estrella de la secuencia principal algo más caliente que el Sol, con una temperatura efectiva entre 6039 y 6082 K. Su luminosidad es un 50% mayor que la luminosidad solar y su radio —calculado a partir de la medida de su diámetro angular, 0,418 milisegundos de arco— es un 15% más grande que el radio solar.
Más masiva que el Sol —la diferencia en torno al 13% de la masa solar—, se estima que es más joven que el Sol, con una edad comprendida entre 2100 y 3300 millones de años.
Gira sobre sí misma con una velocidad de rotación proyectada de 2,9 km/s.
De similar metalicidad que el Sol ([Fe/H] = -0,04), la abundancia relativa de otros elementos presenta cierta disparidad; los contenidos de oxígeno, europio, magnesio e itrio están por debajo de los solares, mientras que el de bario está claramente por encima ([Ba/H] = +0,20).
Sus características han propiciado que sea profusamente estudiada en busca de posibles planetas extrasolares en órbita a su alrededor, si bien parece que carece de ellos.